# St Kilda Football Club
Saint Kilda Football Club – klub futbolu australijskiego występujący w ogólnokrajowej lidze AFL. Klub noszący przydomek "the Saints" (Święci) został założony w 1873 roku w dzielnicy St Kilda w Melbourne. Obecna siedziba klubu wraz z bazą treningową mieści się w dzielnicy Moorabbin.
Klub rozgrywa domowe mecze na Docklands Stadium, mogącym pomieścić 56.000 widzów.

## Początki
Klub St Kilda FC (założony w 1873 roku), uważa się za jeden z najważniejszych w historii futbolu australijskiego, ponieważ brał czynny udział we wszystkich fundamentalnych inicjatywach XIX wieku. W 1877 roku był w grupie zakładającej Wiktoriański Związek Futbolowy, a w 1897 znalazł się w gronie zakładającym Victorian Football League (od 1990 roku - Australian Football League - AFL).

## Przydomek i barwy klubowe
Przydomek klubu jest ściśle związany z miejscem jego powstania. Nazwa Saints (Święci) odnosi się do dzielnicy St Kilda. 
Oficjalnymi barwami klubu są: czerwień, biel i czerń.

## Sukcesy
- Mistrzostwo ligi: (1)

1966
- Wicemistrzostwo ligi: (4)

1913 1965 1971 1997

## Ciekawostki
Mimo że w swej historii Święci zdobyli tylko jedno mistrzostwo ligi, to klub szczyci się bardzo oddanymi kibicami. Gdy inne kluby z Melbourne rozważają co jakiś czas przeniesienie swych siedzib do innych stanów Australii, to klub St Kilda FC ma wielkie oparcie w kibicach. Silna więź z kibicami przekłada się na silną pozycję marketingową klubu.